# Mod jk
mod_jk es un conector que permite al contenedor de Java Server Pages (JSP) Jakarta Tomcat interactuar con servidores web como Apache, Netscape, iPlanet, SunOne e incluso IIS usando el protocolo AJP.
La principal funcionalidad de este módulo es permitir a servidores de aplicaciones o al servidor Jakarta Tomcat enlazarse con un servidor web. Este servidor web, típicamente el servidor HTTP Apache, introduce una mayor gestión en las conexiones de los clientes y mayor la seguridad en las transacciones del sistema. Asimismo se puede enlazar varias instancias al servidor web permitiendo así una mayor tolerancia a errores y aligerar la carga en los servidores Java.